# Valentin Loos
Valentin „Vilda“ Loos (13. dubna 1895 Praha – 8. září 1942 Praha) byl český lední hokejista a fotbalista. V hokeji získal s mužstvem Československa dva tituly mistra Evropy a další medaile. Od roku 1920 do roku 1927 včetně nechyběl na žádném velkém mezinárodním turnaji, jehož se národní mužstvo zúčastnilo.

## Život
Narodil se v rodině holešovického řezníka Františka Loose (1858–1911) a jeho manželky Barbory, rozené Linhartové (1863–??). Byl nejmladší ze tří dětí. Bratr Josef Loos (1888–1955) byl též hokejista a pozdější předseda hokejového svazu.
Povoláním byl bankovní úředník. Dne 23. února 1920 se v Praze oženil s Růženou Annou Matoušovou (1895–??).
Zemřel náhle, na srdeční mrtvici.

## Hokejová kariéra
Valentin Loos začínal s hokejem po vzoru svého staršího bratra Josefa v tehdejší SK Slavii Praha. Na rozdíl od něj však reprezentoval až po první světové válce nově vzniklé Československo. Společně hráli v reprezentaci na Letních olympijských hrách v roce 1920 (zde Čechoslováci získali bronzové medaile), které byly posléze prohlášeny též za první mistrovství světa. Hrál také na prvních zimních olympijských hrách o čtyři roky později, ale hlavní medailové úspěchy získal na mistrovstvích Evropy. Reprezentoval ve 27 zápasech, v nichž vstřelil 12 gólů.

## Fotbalová kariéra
Hrál za SK Slavia Praha. Reprezentoval Československo ve fotbalu na Pershingově olympiádě v roce 1919.